# 25 lutego
25 lutego jest 56. dniem w kalendarzu gregoriańskim. Do końca roku pozostało 309 (w latach przestępnych 310) dni.

## Święta
- Imieniny obchodzą: Adam, Antonina, Bolebor, Cezariusz, Cezary, Dioskur, Donat, Gromisław, Herena, Just, Konstancjusz, Lubart, Modest, Nicefor, Papiasz, Romeusz, Serapion, Tarazjusz, Tolisław, Tolisława, Walburga, Wiktor i Wiktoryn.
- Gruzja – Dzień okupacji sowieckiej
- Kuwejt – Święto państwowe
- Wspomnienia i święta w Kościele katolickim[1][2] obchodzą:
  - św. Adeltruda (ksieni)
  - św. Cezary z Nazjanzu (lekarz)
  - bł. Dominik Lentini (prezbiter)
  - św. Donat (biskup Zadaru)
  - bł. Maria Adeodata Pisani (zakonnica)
  - bł. Maria Ludwika De Angelis (misjonarka)

## Wydarzenia w Polsce

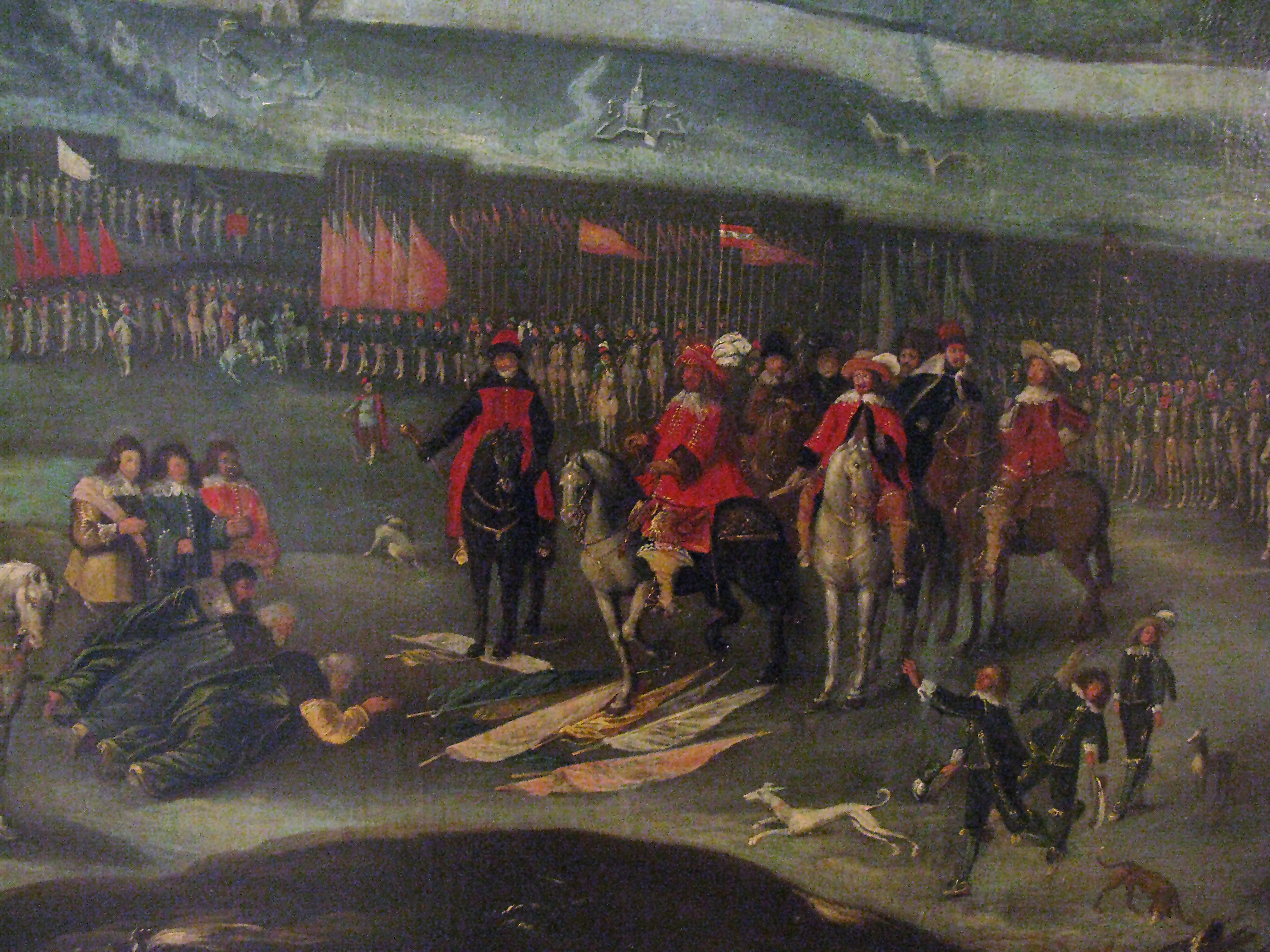
Rosjanie kapitulują pod Smoleńskiem (1634)

- 1403 – Anna Cylejska, druga żona Władysława II Jagiełły, została koronowana na królową Polski.
- 1428 – Władysław II Jagiełło nadał prawa miejskie Pińczowowi.
- 1656 – Potop szwedzki: rozpoczęło się oblężenie twierdzy Zamość.
- 1793 – Rozpoczął się kryzys bankowy wywołany zrujnowaniem gospodarki w wyniku wojny polsko-rosyjskiej i wprowadzeniem rządów konfederacji targowickiej.
- 1809 – Książę Józef Poniatowski został odznaczony Krzyżem Wielkim Orderu Virtuti Militari.
- 1831 – Powstanie listopadowe: wojska powstańcze odniosły zwycięstwa w bitwach pod Białołęką i o Olszynkę Grochowską.
- 1919:
  - Polsko-czechosłowacki konflikt graniczny: wojsko polskie wkroczyło do Cieszyna.
  - Wielka Brytania uznała niepodległość Polski.
- 1932 – Założono Częstochowskie Towarzystwo Naukowe.
- 1944:
  - Powstała Centralizacja Stronnictw Demokratycznych, Socjalistycznych i Syndykalistycznych – porozumienie polityczne skupiające ugrupowania lewicowe: Robotniczą Partię Polskich Socjalistów, Polskie Stronnictwo Demokratyczne, Polską Ludową Akcję Niepodległościową, Związek Syndykalistów Polskich, Syndykalistyczną Organizację „Wolność” i Bund. Organem wykonawczym organizacji był Centralny Komitet Ludowy, a siłą zbrojną Polska Armia Ludowa.
  - W dniach 24 i 25 lutego, w odwecie za próbę odbicia więźniów ze szkoły-więzienia w Latowiczu, Niemcy dokonali pacyfikacji pobliskiej wsi Iwowe (powiat garwoliński), mordując 7 mężczyzn działających w AK.
- 1945 – Sformowano 36. Specjalny Pułk Lotnictwa Transportowego.
- 1948 – Założono Powszechną Organizację „Służba Polsce”.
- 1954 – Premiera filmu Autobus odjeżdża 6.20 w reżyserii Jana Rybkowskiego.
- 1956 – Dokonano oblotu szybowca SZD-15 Sroka.
- 1964:
  - Premiera filmu obyczajowego Rozwodów nie będzie w reżyserii Jerzego Stefana Stawińskiego.
  - Sejm PRL uchwalił Kodeks rodzinny i opiekuńczy.
- 1972 – Premiera filmu wojennego Agent nr 1 w reżyserii Zbigniewa Kuźmińskiego.
- 1977 – Premiera filmu Człowiek z marmuru w reżyserii Andrzeja Wajdy.
- 1983 – W Olsztynie ukazało się pierwsze wydanie Dziennika Pojezierza.
- 1990 – Na południu kraju temperatura osiągnęła najwyższe wartości w lutym w historii pomiarów. W Krakowie zanotowano +21,0 °C, w Tarnowie +20,6 °C, w Nowym Sączu +20,3 °C, w Opolu +19,3 °C.
- 1993:
  - Początek 48-godzinnego strajku generalnego w regionie łódzkim.
  - Pod zarzutem przyjęcia łapówki aresztowano Wojciecha Dobrzyńskiego, dyrektora biura Klubu Parlamentarnego Porozumienia Centrum.
- 1994 – W Starzynach (województwo śląskie) w wyniku zderzenia pociągów pasażerskich zginęła jedna osoba, a 7 zostało rannych.
- 2000 – Premiera komedii sensacyjnej Chłopaki nie płaczą w reżyserii Olafa Lubaszenki.
- 2011 – Premiera filmu Czarny czwartek w reżyserii Antoniego Krauzego.
- 2021 – W Makowie Podhalańskim zanotowano krajowy rekord temperatury maksymalnej dla lutego (22,1 °C)[3].

## Wydarzenia na świecie
- 50 – Cesarz rzymski Klaudiusz adoptował swego następcę Nerona, nadał tytuł augusty jego matce Agrypinie Młodszej oraz status rzymskiej kolonii jej rodzinnemu miastu – dzisiejszej Kolonii.
- 138 – Cesarz Hadrian adoptował swego następcę Antoninusa Piusa.
- 493 – Po dwuletnim oblężeniu wojska Gotów dowodzone przez Teodoryka Wielkiego zdobyły Rawennę, bronioną przez Rzymian pod wodzą Odoakra.
- 1308 – Edward II został koronowany na króla Anglii.
- 1336 – W otoczonym przez krzyżaków litewskim zamku Pileny ok. 4 tys. osób, nie chcąc trafić do niewoli, popełniło zbiorowe samobójstwo.
- 1489 – Król Francji Karol VIII Walezjusz uznał niepodległość Monako.
- 1551 – Papież Paweł III erygował pierwszą w Brazylii diecezję São Salvador da Bahia de Todos os Santos. Dotychczas wierni z tych terenów należeli do archidiecezji Funchal (obecnie diecezji) ze stolicą na Maderze.
- 1570 – Papież Pius V ekskomunikował królową Anglii Elżbietę I Tudor.
- 1634 – III wojna polsko-rosyjska: kapitulacja wojsk rosyjskich w bitwie pod Smoleńskiem.
- 1645 – Wojna Kifta: holenderscy koloniści dokonali masakry 120 Indian w wiosce Pavonia w dzisiejszym stanie New Jersey.
- 1713 – Fryderyk Wilhelm I został królem Prus.
- 1797 – W ramach ograniczeń regulowanych przez Bank Restriction Act 1797 Bank Anglii zawiesił płatności monetami, co pogłębiło trwający od poprzedniego roku kryzys finansowy.
- 1825 – Przyjęto nową flagę Peru.
- 1830 – W Paryżu odbyła się premiera dramatu Hernani Victora Hugo.
- 1831 – Étienne Constantin de Gerlache został pierwszym premierem Belgii.
- 1832 – Z inicjatywy Adama Jerzego Czartoryskiego została powołana brytyjska organizacja społeczna Literary Association of the Friends of Poland.
- 1837 – Amerykanin Thomas Davenport opatentował silnik prądu stałego[4].
- 1847 – Założono Uniwersytet w Iowa.
- 1848 – We Francji proklamowano II Republikę.
- 1854 – Sacramento zostało stolicą Kalifornii.
- 1856 – Rozpoczął się kongres paryski, zwołany w celu zakończenia wojny krymskiej.
- 1896 – Paul de Smet de Naeyer został premierem Belgii.
- 1901 – W stolicy Gujany Brytyjskiej Georgetown wyjechał na trasę pierwszy tramwaj elektryczny.
- 1902 – Brytyjczyk Hubert Cecil Booth założył w USA kompanię Vacuum Cleaner, która zajęła się produkcją odkurzaczy.
- 1912 – Maria Adelajda została wielką księżną Luksemburga.
- 1915 – Gen. Vilbrun Guillaume Sam został prezydentem Haiti.
- 1918 – Wojna domowa w Rosji: oddziały Kozaków dońskich wyszły z Nowoczerkaska i rozpoczęły tzw. Marsz Stepowy.
- 1919:
  - Oregon jako pierwszy amerykański stan opodatkował paliwo samochodowe (1 cent/galon).
  - Założono czechosłowackie przedsiębiorstwo produkujące samoloty Aero Vodochody.
- 1921 – Radziecki podbój Gruzji: Armia Czerwona zajęła bez walki Tbilisi; proklamowano Gruzińską SRR.
- 1925:
  - Japonia i ZSRR nawiązały stosunki dyplomatyczne.
  - W Iranie powitano dwa francuskie samoloty Breguet 19 z namalowanymi flagami państwowymi, przyprowadzone z Francji przez wyszkolonych tam irańskich pilotów, co uznaje się za symboliczny początek istnienia irańskiego lotnictwa wojskowego.
- 1927 – Wszedł w życie Artykuł 58 radzieckiego kodeksu karnego, umożliwiający aresztowanie wszystkich podejrzanych o działalność kontrrewolucyjną.
- 1932 – Hiszpańskie Kortezy Generalne przyjęły ustawę legalizującą rozwody.
- 1933 – Zwodowano amerykański lotniskowiec USS „Ranger”.
- 1937 – W USA ukazała się powieść Johna Steinbecka Myszy i ludzie.
- 1940:
  - Bitwa o Atlantyk: brytyjskie niszczyciele zmusiły przy użyciu bomb głębinowych do wynurzenia niemiecki okręt podwodny U-63, którego dowódca nakazał przed oddaniem się załogi do niewoli jego samozatopienie.
  - Nowojorska eksperymentalna stacja telewizyjna W2XBS przeprowadziła pierwszą transmisję z meczu NHL (New York Rangers-Montreal Canadiens).
- 1941:
  - II wojna światowa w Afryce: wojska brytyjskie i południowoafrykańskie zdobyły Mogadiszu, stolicę Somali Włoskiego.
  - Wszedł do służby niemiecki pancernik „Tirpitz”.
- 1942 – Obrona przeciwlotnicza ostrzelała niezidentyfikowany obiekt latający, który pojawił się nad Los Angeles.
- 1943:
  - II wojna światowa w Afryce: zwycięstwo wojsk włosko-niemieckich w bitwie na przełęczy Kasserine.
  - Została sformowana łotewska 15. Dywizja Grenadierów SS.
- 1944 – Wojna na Pacyfiku: amerykański okręt podwodny USS „Rasher” zaatakował japoński konwój u wybrzeży Bali, zatapiając statki towarowe: „Tango Maru” wraz z 3,5 tys. jawajskich robotników i jeńców wojennych oraz „Ryūsei Maru” wraz z 5 tys. japońskich żołnierzy.
- 1945:
  - Front zachodni: wojska amerykańskie zdobyły Düren.
  - Komendant obozu koncentracyjnego Hinzert Paul Sporrenberg wydał rozkaz zamordowania 25 więźniów-członków luksemburskiego ruchu oporu.
- 1947:
  - 184 osoby zginęły w katastrofie kolejowej na stacji Komagawa pod Tokio.
  - Uchwałą Sojuszniczej Rady Kontroli Niemiec ogłoszono likwidację państwa pruskiego.
- 1948 – Komuniści przejęli w wyniku puczu władzę w Czechosłowacji.
- 1951 – W Buenos Aires rozpoczęły się I Igrzyska panamerykańskie.
- 1952 – Całkowite zaćmienie Słońca widoczne w Afryce i Azji.
- 1953 – W Pradze rozpoczęto budowę pomnika Stalina.
- 1954:
  - Gamal Abdel Naser został premierem Egiptu.
  - Rozpoczęła nadawanie Telewizja Czechosłowacka.
  - W wyniku wojskowego zamachu stanu został obalony prezydent Syrii Adib asz-Sziszakli.
- 1955 – Wikariat Apostolski Finlandii został przekształcony w diecezję helsińską.
- 1956 – Nikita Chruszczow podczas XX Zjazdu KPZR wygłosił referat O kulcie jednostki i jego następstwach.
- 1960:
  - Nad Rio de Janeiro brazylijski samolot pasażerski Douglas DC-3 zderzył się z należącym do US Navy Douglasem DC-6, w wyniku czego zginęło 61 osób.
  - Został wystrzelony pierwszy amerykański pocisk balistyczny typu Pershing I.
- 1961:
  - Amerykanin Paul Bikle ustanowił w Kalifornii rekord świata w wysokości lotu szybowcem (14 102 m).
  - W australijskim Sydney zlikwidowano komunikację tramwajową.
- 1963 – Dokonano oblotu francusko-niemieckiego samolotu transportowego Transall C-160.
- 1964:
  - Amerykański bokser Cassius Clay (Muhammad Ali) został po raz pierwszy zawodowym mistrzem świata w wadze ciężkiej.
  - Połączono Europejską Wspólnotę Węgla i Stali, Europejską Wspólnotę Gospodarczą i Euratom.
  - W katastrofie samolotu Douglas DC-8 pod Nowym Orleanem zginęło 58 osób.
- 1965 – Dokonano oblotu amerykańskiego samolotu pasażerskiego McDonnell Douglas DC-9.
- 1968 – Wojna wietnamska: żołnierze południowokoreańskiej piechoty morskiej dokonali masakry 135 osób w wiosce Ha My w Wietnamie Południowym, po czym pochowali je w masowym grobie.
- 1969 – 18-letni czeski uczeń Jan Zajíc dokonał aktu samospalenia, protestując przeciw okupacji Czechosłowacji przez wojska Układu Warszawskiego.
- 1970 – Tupua Tamasese Lealofi IV został premierem Samoa.
- 1975 – Zachodnioniemiecki Federalny Trybunał Konstytucyjny orzekł, że ustawa z 18 czerwca 1974 roku (która jeszcze nie weszła w życie) legalizująca aborcję na żądanie w pierwszych trzech miesiącach ciąży jest sprzeczna z konstytucją.
- 1977:
  - Lautoka na Fidżi otrzymała prawa miejskie.
  - W pożarze nieistniejącego już moskiewskiego hotelu „Rossija” zginęły 42 osoby, a ponad 50 zostało rannych.
- 1978 – Przyjęto hymn Kuwejtu.
- 1980:
  - Aurelius Marie został prezydentem Dominiki.
  - Ppłk Dési Bouterse dokonał wojskowego zamachu stanu w Surinamie.
- 1984:
  - Ponad 500 osób zginęło w wyniku eksplozji ropociągu w mieście Cubatão w brazylijskim stanie São Paulo.
  - Wycofano ze służby amerykański samolot myśliwsko-bombowy Republic F-105 Thunderchief.
- 1986:
  - Rewolucja różańcowa: obalony filipiński dyktator Ferdinand Marcos opuścił kraj. Funkcję prezydenta objęła liderka opozycji Corazon Aquino.
  - Został przyjęty nowy wzór flagi Haiti.
- 1990 – Violeta Chamorro wygrała wybory prezydenckie w Nikaragui.
- 1991 – I wojna w Zatoce Perskiej: 28 amerykańskich żołnierzy zginęło, a 97 zostało rannych w wyniku upadku irackiej rakiety Scud na koszary w saudyjskim Dhahranie.
- 1992:
  - Wojska armeńskie dokonały masakry kilkuset Azerów w okolicy Xocalı w zachodnim Azerbejdżanie.
  - Założono rosyjską agencję kosmiczną Roskosmos.
- 1993 – Kim Young-sam został prezydentem Korei Południowej.
- 1994 – Żydowski osadnik Baruch Goldstein otworzył ogień do modlących się w Grocie Praojców w Hebronie Palestyńczyków, zabijając 29 osób i raniąc ponad 100. Po obezwładnieniu został zlinczowany przez tłum.
- 1995 – W zamachu bombowym na pociąg przewożący żołnierzy w indyjskim stanie Assam zginęło 27 osób.
- 1996 – W przeprowadzonym przez członka Hamasu samobójczym zamachu bombowym na autobus w Jerozolimie zginęło 26 osób, a 80 zostało rannych.
- 1998 – Kim Dae-jung został prezydentem Korei Południowej.
- 2000 – Papież Jan Paweł II odprawił mszę św. na stadionie w Kairze oraz spotkał się z Szenudą III.
- 2003 – Roh Moo-hyun został prezydentem Korei Południowej.
- 2004 – Premiera filmu Pasja w reżyserii Mela Gibsona.
- 2005 – W samobójczym zamachu bombowym przed klubem nocnym w Tel Awiwie zginęły 4 osoby, a ponad 50 zostało rannych.
- 2007:
  - Abdoulaye Wade wygrał po raz drugi wybory prezydenckie w Senegalu.
  - Co najmniej 40 osób zginęło w samobójczym zamachu bombowym na uniwersytecie Mustansiriya w Bagdadzie.
  - Odbyła się 79. ceremonia wręczenia Oscarów.
- 2008 – Lee Myung-bak został prezydentem Korei Południowej.
- 2009:
  - W Bangladeszu wybuchł bunt żołnierzy obrony pogranicza.
  - W katastrofie tureckiego Boeinga 737-800 w Amsterdamie zginęło 9 osób, a 50 zostało rannych.
- 2010 – Wiktor Janukowycz został zaprzysiężony na urząd prezydenta Ukrainy.
- 2011 – Prawicowa Fine Gael wygrała przedterminowe wybory parlamentarne w Irlandii.
- 2012 – Abd Rabbuh Mansur Hadi został zaprzysiężony na urząd prezydenta Jemenu.
- 2013:
  - Centrolewicowa koalicja wygrała przedterminowe wybory parlamentarne we Włoszech.
  - Park Geun-hye jako pierwsza kobieta została zaprzysiężona na urząd prezydenta Korei Południowej.
- 2014 – Zlikwidowano jednostkę specjalną ukraińskiej milicji Berkut.
- 2018 – W południowokoreańskim Pjongczangu zakończyły się XXIII Zimowe Igrzyska Olimpijskie.
- 2022:
  - Inwazja Rosji na Ukrainę: rozpoczęła się bitwa o Hostomel; Rosja została zawieszona w prawach członka Rady Europy[5].
  - W terminalu Pointe-à-Pierre, należącym do Paria Fuel Trading Company na Trynidadzie i Tobago, pięciu nurków zostało wciągniętych do wnętrza rurociągu podczas prac konserwacyjnych.

## Eksploracja kosmosui zdarzenia astronomiczne
- 1972 – Po pobraniu 55 g gruntu księżycowego radziecka sonda Łuna 20 powróciła na Ziemię.
- 1976 – Kometa Westa minęła peryhelium.
- 1979 – Rozpoczęła się załogowa misja Sojuz 32 na stację kosmiczną Salut 6.
- 1986 – Amerykańska sonda Voyager 2 zakończyła fazę obserwacji Urana.
- 2007 – Europejska sonda kosmiczna Rosetta przeleciała 250 km nad powierzchnią Marsa.

## Urodzili się
- 1251 – Branca, infantka portugalska, zakonnica (zm. 1321)
- 1337 – Wacław I, książę Luksemburga, Brabancji i Limburgii (zm. 1383)
- 1341 – Ludwik z Miśni, niemiecki duchowny katolicki, biskup Bambergu, arcybiskup Moguncji i książę-elektor Rzeszy, arcybiskup Magdeburga (zm. 1382)
- 1398 – Xuande, cesarz Chin (zm. 1435)
- 1514 – Otto Truchsess von Waldburg, niemiecki duchowny katolicki, biskup Augsburga, kardynał (zm. 1573)
- 1540 – Henry Howard, angielski arystokrata, polityk (zm. 1614)
- 1543 – Szaraf ad-Din Chan Bedlisi, kurdyjski emir, pisarz, historyk, polityk (zm. 1603)
- 1575 – Bernard z Wąbrzeźna, polski benedyktyn, Sługa Boży (zm. 1603)
- 1625 – Chrystian Ludwik, książę Brunszwiku-Lüneburga (zm. 1665)
- 1628 – Claire Clémence de Maillé, francuska arystokratka (zm. 1694)
- 1638 – Jørgen Iversen, duński polityk (zm. 1683)
- 1643 – Ahmed II, sułtan Imperium Osmańskiego (zm. 1695)
- 1651 – Quirinus Kuhlmann, niemiecki poeta, mistyk (zm. 1689)
- 1670 – Maria Margarethe Kirch, niemiecka astronom (zm. 1720)
- 1682 – Giovanni Battista Morgagni, włoski anatom, patomorfolog (zm. 1771)
- 1692 – Karl Ludwig von Pöllnitz, niemiecki pisarz, awanturnik (zm. 1775)
- 1698 – Erdmuta Zofia von Dieskau, saska arystokratka (zm. 1767)
- 1707 – Carlo Goldoni, włoski komediopisarz (zm. 1793)
- 1708 – Jane Colman Turell, amerykańska poetka (zm. 1735)
- 1711 – John Perceval, brytyjski arystokrata, polityk (zm. 1770)
- 1714 – René Nicolas de Maupeou, francuski polityk (zm. 1792)
- 1725 – Karl Wilhelm Ramler, niemiecki poeta (zm. 1798)
- 1727 – Charles de La Croix, francuski arystokrata, generał, marszałek Francji (zm. 1801)
- 1733 – Wilhelm de Courbière, pruski generał (zm. 1811)
- 1735 – Ernest Wilhelm Wolf, niemiecki kompozytor (zm. 1792)
- 1736 – Joseph-Mathias Gérard de Rayneval, francuski hrabia, dyplomata, polityk, literat (zm. 1812)
- 1746 – Charles Cotesworth Pinckney, amerykański polityk, dyplomata (zm. 1825)
- 1747 – Giovanni Filippo Gallarati Scotti, włoski kardynał, nuncjusz apostolski (zm. 1819)
- 1766 – George Jones, amerykański polityk, senator (zm. 1838)
- 1768 – Chryzant I, ekumeniczny patriarcha Konstantynopola (zm. 1834)
- 1778 – José de San Martín, argentyński generał, uczestnik walk o wyzwolenie Ameryki Południowej (zm. 1850)
- 1783:
  - Władysław Grzegorz Branicki, polski polityk, generał w służbie rosyjskiej (zm. 1843)
  - Franz Großmann, niemiecki duchowny katolicki, biskup pomocniczy warmiński (zm. 1852)
- 1792 – Friedrich Wilhelm Constantin Knobelsdorff, pruski dyplomata (zm. 1832)
- 1794:
  - Josef Regner, czeski duchowny katolicki, pisarz (zm. 1852)
  - Gerrit Schimmelpenninck, holenderski polityk, pierwszy premier Holandii (zm. 1863)
- 1795 – Antonín Pich, czeski znachor, zielarz (zm. 1865)
- 1797 – Maria Abdy, brytyjska poetka (zm. 1867)
- 1800 – Jan Jakub Benni, polski pastor ewangelicki, teolog, hebraista, działacz społeczny (zm. 1863)
- 1801 – Ernst Burdach, niemiecki anatom (zm. 1876)
- 1807 – Ignacy Feliks Dobrzyński, polski kompozytor, dyrygent, pianista, pedagog (zm. 1867)
- 1810 – Paulina Fryderyka, księżniczka wirtemberska, księżna Nassau (zm. 1856)
- 1816 – Giovanni Morelli, włoski historyk, krytyk sztuki (zm. 1891)
- 1817 – Bartolomeo Pacca, włoski kardynał (zm. 1880)
- 1819 – Piotr Friedhofen, niemiecki zakonnik, błogosławiony (zm. 1860)
- 1820 – Julian Surzycki, polski inżynier, polityk, konspirator, działacz niepodległościowy (zm. 1882)
- 1822 – Lew Mej, rosyjski prozaik, poeta, dramaturg (zm. 1862)
- 1829 – Nathaniel Barnaby, brytyjski inżynier, konstruktor okrętów (zm. 1915)
- 1835 – Masayoshi Matsukata, japoński książę, polityk, genrō (zm. 1924)
- 1838 – Wilhelm Collath, niemiecki producent broni strzeleckiej (zm. 1906)
- 1839 – Ludwig Späth, niemiecki pomolog (zm. 1913)
- 1840 – Otto Liebmann, niemiecki filozof (zm. 1912)
- 1841 – Auguste Renoir, francuski malarz, rzeźbiarz (zm. 1919)
- 1842:
  - Ida Lewis, amerykańska latarniczka (zm. 1911)
  - Karl May, niemiecki pisarz (zm. 1912)
- 1845 – George Reid, australijski polityk, premier Australii (zm. 1918)
- 1846 – Preng Doçi, albański duchowny katolicki, poeta, działacz narodowy (zm. 1917)
- 1847:
  - Samuel Fielden, brytyjski anarchista (zm. 1922)
  - Marian Kochanowski, polski poeta (zm. 1868)
- 1848:
  - Stanisław Karwowski, polski historyk, geograf, lingwista, pedagog, publicysta, działacz społeczny (zm. 1917)
  - Wilhelm II, król Wirtembergii (zm. 1921)
- 1850:
  - Wołodymyr Barwinski, ukraiński wydawca, historyk, socjolog, publicysta, pisarz, eseista, krytyk literacki, tłumacz (zm. 1883)
  - Alexandre Georges, francuski kompozytor, organista (zm. 1938)
- 1855:
  - Frederick McCubbin, australijski malarz (zm. 1917)
  - Cesário Verde, portugalski poeta (zm. 1886)
- 1856:
  - Karl Lamprecht, niemiecki historyk, wykładowca akademicki (zm. 1915)
  - Mathias Zdarsky, austriacki pionier narciarstwa alpejskiego, wspinacz pochodzenia czeskiego (zm. 1940)
- 1857 – Friedrich Reinitzer, austriacki chemik, botanik, wykładowca akademicki (zm. 1927)
- 1859 – Wasił Kutinczew, bułgarski generał piechoty (zm. 1941)
- 1861:
  - Meir Dizengoff, żydowski polityk syjonistyczny, pierwszy burmistrz Tel Awiwu (zm. 1936)
  - Bolesław Lutomski, polski publicysta, dziennikarz (zm. 1944)
  - Santiago Rusiñol, kataloński malarz, prozaik, dramaturg, kolekcjoner (zm. 1931)
- 1862 – Stanisław Głąbiński, polski prawnik, wykładowca akademicki, polityk, publicysta (zm. 1941)
- 1863:
  - Adolf Józef Jełowicki, polski duchowny katolicki, biskup lubelski (zm. 1937)
  - Broncia Koller-Pinell, austriacka malarka pochodzenia żydowskiego (zm. 1934)
- 1865 – Reinhold Felderhoff, niemiecki rzeźbiarz (zm. 1919)
- 1866 – Benedetto Croce, włoski filozof, krytyk literacki, publicysta, polityk (zm. 1952)
- 1867 – Georg Huth, niemiecki orientalista, podróżnik, wykładowca akademicki (zm. 1906)
- 1869:
  - Phoebus Levene, amerykański biochemik pochodzenia rosyjskiego (zm. 1940)
  - Herman Solnik, żydowski działacz społeczny i polityczny, prozaik, poeta, publicysta, syjonista (zm. 1943)
- 1870:
  - Matylda Getter, polska siostra zakonna, przełożona prowincji warszawskiej Zgromadzenia Sióstr Franciszkanek Rodziny Maryi, Sprawiedliwa wśród Narodów Świata (zm. 1968)
  - Paweł Popiel, polski hipolog, pisarz, ziemianin (zm. 1936)
  - Kazimierz Sadłowski, polski malarz, pedagog, działacz społeczny (zm. 1946)
  - Léon Vouaux, francuski duchowny katolicki, filolog, lichenolog, pedagog (zm. 1914)
- 1871:
  - Oliver Campbell, amerykański tenisista (zm. 1953)
  - Łesia Ukrainka, ukraińska poetka, pisarka, krytyk literacki (zm. 1913)
- 1873 – Enrico Caruso, włoski śpiewak operowy (tenor) (zm. 1921)
- 1877:
  - Emanuel González García, hiszpański duchowny katolicki, biskup, święty (zm. 1940)
  - John Tait Robertson, szkocki piłkarz, trener (zm. 1935)
- 1879:
  - Royal Harwood Frost, amerykański astronom (zm. 1950)
  - Hassan Konopacki, polski oficer, działacz białoruskiego ruchu narodowego pochodzenia tatarskiego (zm. 1953)
  - Otakar Ostrčil, czeski kompozytor, dyrygent (zm. 1935)
- 1881 – Aleksiej Rykow, rosyjski polityk (zm. 1938)
- 1883 – Alicja, brytyjska księżniczka (zm. 1981)
- 1884 – Wojciech Jastrzębowski, polski artysta, projektant (zm. 1963)
- 1885:
  - Alicja Battenberg, arystokratka niemiecka (zm. 1969)
  - Józef Kostrzewski, polski archeolog, muzeolog, wykładowca akademicki (zm. 1969)
  - Jan Wang Rui, chiński męczennik i święty katolicki (zm. 1900)
- 1888 – John Foster Dulles, amerykański polityk, senator (zm. 1959)
- 1890 – Seweryn Pieniężny (syn), polski dziennikarz (zm. 1940)
- 1891 – Jan Henryk Rosen, polski malarz (zm. 1982)
- 1894 – Meher Baba, indyjski mistrz duchowy (zm. 1969)
- 1896:
  - John Little McClellan, amerykański polityk, senator (zm. 1977)
  - Ida Noddack, niemiecka chemik (zm. 1978)
- 1898:
  - Ernest Angelo, polski kapitan (zm. ?)
  - Władysław Bromiński, polski sierżant (zm. ?)
  - Doug Livingstone, szkocki piłkarz, trener (zm. 1981)
- 1899:
  - Patrick Read, irlandzki żołnierz, działacz anarchistyczny (zm. 1947)
  - Eugenia Zeylandowa, polska lekarka, mikrobiolog (zm. 1953)
  - Leo Weisgerber, niemiecki językoznawca, wykładowca akademicki (zm. 1985)
- 1900:
  - Juliusz Lubicz-Lisowski, polski aktor, reżyser teatralny (zm. 1993)
  - Zbigniew Aleksander Wilski, polski działacz łowiecki, inżynier rolnik (zm. 1991)
- 1901:
  - Paul Fritsch, francuski bokser (zm. 1970)
  - Zeppo Marx, amerykański aktor komediowy (zm. 1979)
  - Konstantin Korotiejew, radziecki generał pułkownik, polityk (zm. 1953)
- 1902:
  - Oscar Cullmann, francuski teolog luterański pochodzenia niemieckiego (zm. 1999)
  - Hanns Geier, niemiecki kierowca wyścigowy (zm. 1986)
  - Virginio Rosetta, włoski piłkarz, trener (zm. 1975)
  - Kenjirō Shōda, japoński matematyk, wykładowca akademicki (zm. 1977)
- 1903:
  - Imrich Karvaš, słowacki ekonomista, wykładowca akademicki (zm. 1981)
  - Witold Kieszkowski, polski historyk sztuki, konserwator zabytków (zm. 1950)
  - Kazimierz Popiołek, polski historyk, wykładowca akademicki (zm. 1986)
  - Guillermo Subiabre, chilijski piłkarz (zm. 1964)
  - Jan Weinstein, polski prawnik, polityk emigracyjny (zm. 1974)
- 1904:
  - Gino Bonichi, włoski literat, poeta, malarz, karykaturzysta, ilustrator (zm. 1933)
  - Aleksiej Szachurin, radziecki generał-pułkownik, polityk (zm. 1975)
- 1905:
  - Albert Ganzenmüller, niemiecki inżynier, polityk i zbrodniarz nazistowski (zm. 1987)
  - Aleksiej Kleszczow, radziecki generał-major, polityk (zm. 1968)
  - Janina Rak, polska graficzka, projektantka witraży i polichromii ołtarzy (zm. 1942)
  - Jan Witaszek, polski nauczyciel, polityk, poseł do KRN i na Sejm Ustawodawczy (zm. 1965)
- 1906:
  - Egon Martyrer, niemiecki profesor zwyczajny budowy maszyn i hydraulicznych maszyn przepływowych (zm. 1975)
  - Boris Papandopulo, chorwacki kompozytor, dyrygent (zm. 1991)
  - Włodzimierz Trzebiatowski, polski chemik, wykładowca akademicki (zm. 1982)
- 1907:
  - Antoni Gołubiew, polski pisarz (zm. 1979)
  - Helena Kowalczykowa, polska aktorka (zm. 1999)
- 1909 – Kazimierz Draczyński, polski generał, rotmistrz kawalerii, uczestnik powstania warszawskiego (zm. 2012)
- 1910:
  - İmam Mustafayev, azerski i radziecki polityk (zm. 1997)
  - Iwan Sierbin, radziecki polityk (zm. 1981)
  - Stanisław Skoneczny, polski prozaik, poeta (zm. 1979)
- 1911:
  - Wacław Rózga, polski polityk, poseł na Sejm PRL (zm. 1982)
  - Henryk Ryl, polski reżyser teatru lalek, dramaturg (zm. 1983)
- 1912 – Émile Allais, francuski narciarz alpejski (zm. 2012)
- 1913:
  - Jim Backus, amerykański aktor (zm. 1989)
  - Wiesław Choms, polski porucznik pilot (zm. 1941)
  - Gert Fröbe, niemiecki aktor (zm. 1988)
  - Lawrence Stevens, południowoafrykański bokser (zm. 1989)
- 1915:
  - Aida De La Fuente, hiszpańska rewolucjonistka (zm. 1934)
  - Jewgienij Malejew, rosyjski paleontolog (zm. 1966)
- 1916:
  - Kurt Welter, niemiecki pilot wojskowy, as myśliwski (zm. 1949)
  - Aleksandra Żaryn, polska prawniczka, tłumaczka (zm. 2010)
- 1917:
  - Szymon Bojko, polski historyk i krytyk sztuki (zm. 2014)
  - Anthony Burgess, brytyjski pisarz (zm. 1993)
- 1918:
  - Barney Ewell, amerykański lekkoatleta, sprinter (zm. 1996)
  - Wally Green, brytyjski żużlowiec (zm. 2007)
- 1920:
  - Władysław Machejek, polski pisarz, publicysta, polityk, poseł na Sejm PRL (zm. 1991)
  - Jerzy Pertkiewicz, polski farmaceuta, pułkownik, żołnierz AK (zm. 2018)
  - Sun Myung Moon, koreański założyciel i przywódca Ruchu pod Wezwaniem Ducha Świętego na Rzecz Zjednoczenia Chrześcijaństwa Światowego (zm. 2012)
- 1921:
  - Ermenegildo Arena, włoski piłkarz wodny, pływak (zm. 2005)
  - Mieczysław Doroszuk, polski trener siatkówki (zm. 2007)
  - Zbigniew Jeżewski, polski pianista, pedagog (zm. 1997)
  - Roman Kaczanow, rosyjski rysownik, reżyser i scenarzysta filmów animowanych (zm. 1993)
  - Pierre Laporte, kanadyjski polityk (zm. 1970)
  - Jacques Le Gall, francuski podwodniak (zm. 2021)
- 1922 – Tex Winter, amerykański trener koszykarski (zm. 2018)
- 1923:
  - Emil Boček, czeski generał armii pilot (zm. 2023)
  - Tadeusz Kwapień, polski biegacz narciarski, lekkoatleta, długodystansowiec (zm. 2012)
- 1924:
  - Kurt Amplatz, austriacki radiolog, wynalazca (zm. 2019)
  - Hugh Huxley, brytyjski biolog, wykładowca akademicki (zm. 2013)
  - Gino Pistoni, włoski Sługa Boży (zm. 1944)
- 1925:
  - Emilia Gierczak, polska podporucznik (zm. 1945)
  - Konrad Kapler, polski piłkarz (zm. 1991)
  - Piotr Łossowski, polski historyk, profesor nauk humanistycznych, wykładowca akademicki (zm. 2025)
  - Bert Remsen, amerykański aktor (zm. 1999)
  - Shehu Shagari, nigeryjski polityk, prezydent Nigerii (zm. 2018)
- 1926 – Günter Krumbiegel, niemiecki geolog, paleontolog (zm. 2014)
- 1927:
  - Léopold Gernaey, belgijski piłkarz, bramkarz (zm. 2005)
  - Dick Jones, amerykański aktor (zm. 2014)
- 1928:
  - Paul Elvstrøm, duński żeglarz sportowy, budowniczy i konstruktor łodzi (zm. 2016)
  - Larry Gelbart, amerykański scenarzysta filmowy, dramaturg (zm. 2009)
  - Richard G. Stern, amerykański pisarz (zm. 2013)
- 1929 – Aleksandra Biriukowa, radziecka polityk (zm. 2008)
- 1930:
  - Albert Edward Baharagate, ugandyjski duchowny katolicki, biskup Hoimy (zm. 2023)
  - Wendy Beckett, południowoafrykańska zakonnica, historyk sztuki pochodzenia brytyjskiego (zm. 2018)
  - David Pawson, brytyjski kaznodzieja, ewangelista, teolog, pisarz (zm. 2020)
  - Aleksy Szołomicki, polski siatkarz, trener (zm. 1979)
  - Edi Ziegler, niemiecki kolarz szosowy i torowy (zm. 2020)
- 1931:
  - Lorenzo Acquarone, włoski prawnik, polityk (zm. 2020)
  - Eric Edgar Cooke, australijski seryjny morderca (zm. 1964)
  - Ernest Gondzik, polski zapaśnik (zm. 2021)
  - Ilja Kaliniczenko, radziecki generał pułkownik, funkcjonariusz służb specjalnych (zm. 1997)
  - Edward Kellett-Bowman, brytyjski polityk, eurodeputowany (zm. 2022)
  - Jan Koch, polski inżynier mechanik (zm. 2023)
- 1932:
  - Tony Brooks, brytyjski kierowca wyścigowy (zm. 2022)
  - Andrzej Chodkowski, polski muzykolog
  - Anna Skrzetuska, polska łyżwiarka szybka (zm. 2020)
- 1933:
  - Ludwik Algierd, polski bokser (zm. 2020)
  - Jean-Pierre Goudeau, francuski lekkoatleta, sprinter (zm. 2024)
  - Eino Kirjonen, fiński skoczek narciarski (zm. 1988)
- 1934:
  - Elżbieta Wiśniewska (malarka), polska malarka
  - Leszek Bogdanowicz, polski kompozytor, gitarzysta, członek zespołu Rhythm and Blues (zm. 1984)
  - Nicholas Edwards, brytyjski polityk (zm. 2018)
- 1935:
  - Tony Campolo, amerykański socjolog, teolog i duchowny baptystyczny (zm. 2024)
  - Jadwiga Chudziakowa, polska archeolog profesor nauk humanistycznych
  - Janusz Hajdun, polski pianista, kompozytor (zm. 2008)
  - Janusz Gaudyn, polski lekarz, pisarz, działacz polonijny (zm. 1984)
  - Hienadź Łycz, białoruski ekonomista, wykładowca akademicki
  - Doris Müller, niemiecka lekkoatletka, dyskobolka (zm. 2013)
  - Janusz Nowożeniuk, polski dziennikarz sportowy (zm. 2015)
  - Pepe, brazylijski piłkarz, trener
- 1936:
  - Wiesław Dymny, polski prozaik, poeta, aktor, scenarzysta filmowy, satyryk, plastyk (zm. 1978)
  - Peter Hill-Wood, brytyjski przedsiębiorca, działacz piłkarski (zm. 2018)
- 1937:
  - Wołodymyr Blusiuk, ukraiński architekt (zm. 2023)
  - Tom Courtenay, brytyjski aktor
  - Barbara Piasecka Johnson, polska filantropka, kolekcjonerka dzieł sztuki (zm. 2013)
  - Roman Wierzbicki, polski rolnik, związkowiec, polityk, poseł na Sejm i senator RP (zm. 2015)
- 1938:
  - Diane Baker, amerykańska aktorka
  - Jacques Ishaq, iracki duchowny chaldejski, arcybiskup tytularny, archieparcha Irbilu, biskup chaldejskiego patriarchatu Babilonu (zm. 2023)
  - Wiktor Kosiczkin, rosyjski łyżwiarz szybki (zm. 2012)
- 1939 – Carlos Saldías, argentyński piłkarz, bramkarz
- 1940:
  - Ryszard Arning, polski śpiewak operowy (bas-baryton)
  - Jerzy Bolesławski, polski polityk, prezydent Warszawy
  - Béchara Boutros Raï, libański duchowny katolicki, maronicki patriarcha Antiochii, kardynał
  - Thue Christiansen, grenlandzki nauczyciel, artysta, polityk, minister kultury i edukacji (zm. 2022)
  - Bogusław Grzesik, polski elektrotechnik, wykładowca akademicki (zm. 2024)
  - Ron Santo, amerykański baseballista (zm. 2010)
- 1941:
  - Pierluigi Cera, włoski piłkarz
  - Feliks Falk, polski reżyser filmowy i teatralny, scenarzysta, dramatopisarz
  - David Puttnam, brytyjski producent filmowy
  - José Luis Violeta, hiszpański piłkarz (zm. 2022)
- 1942:
  - Bojan Radew, bułgarski zapaśnik
  - Karen Grassle, amerykańska aktorka
  - Cincy Powell, amerykański koszykarz (zm. 2023)
  - Levern Tart, amerykański koszykarz (zm. 2010)
  - Cynthia Voigt, amerykańska pisarka
- 1943:
  - Pavel Dostál, czeski polityk (zm. 2005)
  - George Harrison, brytyjski muzyk, wokalista, członek zespołu The Beatles (zm. 2001)
- 1944:
  - François Cevert, francuski kierowca wyścigowy (zm. 1973)
  - António Damásio, portugalski neurobiolog
  - Matt Guokas, amerykański koszykarz
  - Ali Oseku, albański malarz (zm. 2024)
  - Hippolyte Simon, francuski duchowny katolicki, arcybiskup Clermont-Ferrand (zm. 2020)
- 1945:
  - Ireneusz Kaskiewicz, polski aktor
  - Toshikatsu Matsuoka, japoński polityk (zm. 2007)
  - Józef Nowara, polski szablista (zm. 1984)
  - Petra Tierlich, niemiecka saneczkarka
- 1946:
  - Willy Brokamp, holenderski piłkarz
  - Sławomir Kowalewski, polski wokalista, gitarzysta, kompozytor, członek zespołu Trubadurzy
  - Franz Xaver Kroetz, niemiecki aktor, scenarzysta, reżyser teatralny
  - Tadeusz Marczak, polski historyk, publicysta, nauczyciel akademicki, polityk
  - Stanisław Piosik, polski nauczyciel, polityk, poseł na Sejm RP
- 1947:
  - Giuseppe Betori, włoski duchowny katolicki, arcybiskup Florencji
  - Tadeusz Buranowski, polski działacz opozycji antykomunistycznej (zm. 2016)
  - Lee Evans, amerykański lekkoatleta, sprinter (zm. 2021)
  - Ryō Kawasaki, japoński gitarzysta jazzowy, kompozytor, inżynier dźwięku, programista (zm. 2020)
  - Włodzimierz Matuszak, polski aktor
  - Jauhien Szatochin, białoruski malarz, grafik (zm. 2012)
  - Doug Yule, amerykański basista, członek zespołu The Velvet Underground
- 1948:
  - Bernard Bosson, francuski adwokat, polityk, minister transportu (zm. 2017)
  - Danny Denzongpa, indyjski aktor
  - Friedrich Koncilia, austriacki piłkarz, bramkarz, trener
  - Andrzej Szarawarski, polski polityk, poseł na Sejm RP
- 1949:
  - Wiktor Bukato, polski tłumacz, wydawca (zm. 2021)
  - Ric Flair, amerykański wrestler
  - Wiktor Klimienko, rosyjski gimnastyk
  - Wiktor Kuzniecow, ukraiński piłkarz, trener
  - Danuta Wałęsa, polska pierwsza dama
- 1950:
  - Jerzy Dzik, polski przyrodnik, ewolucjonista
  - Grażyna Godlewska, polska siatkarka
  - Zbigniew Filipiak, polski żużlowiec (zm. 2021)
  - Jurica Jerković, chorwacki piłkarz (zm. 2019)
  - Neil Jordan, irlandzki reżyser filmowy
  - Néstor Kirchner, argentyński polityk, prezydent Argentyny (zm. 2010)
  - Tony Lloyd, brytyjski polityk, burmistrz Wielkiego Manchesteru (zm. 2024)
  - Francisco Fernández Ochoa, hiszpański narciarz alpejski (zm. 2006)
  - Ole Qvist, duński piłkarz, bramkarz
  - Teresa Zielewicz, polska piłkarka ręczna (zm. 2011)
- 1951:
  - Giampiero Marini, włoski piłkarz, trener
  - Paulo Mendes Peixoto, brazylijski duchowny katolicki, arcybiskup Uberaby
  - Don Quarrie, jamajski lekkoatleta, sprinter
  - Adam Śnieżek, polski polityk, poseł na Sejm RP
- 1952:
  - Joey Dunlop, brytyjski motocyklista wyścigowy (zm. 2006)
  - Gerhard Lauke, niemiecki kolarz szosowy
  - Swetła Złatewa, bułgarska lekkoatletka, sprinterka i biegaczka średniodystansowa
- 1953:
  - José María Aznar, hiszpański polityk, premier Hiszpanii
  - Leszek Deptuła, polski polityk, poseł na Sejm RP (zm. 2010)
  - Martin Kippenberger, niemiecki malarz, rzeźbiarz, autor instalacji (zm. 1997)
- 1954:
  - Gabi Aszkenazi, izraelski generał porucznik
  - Józef Czerniawski, polski malarz, autor instalacji
  - John Doe, amerykański wokalista, basista, członek zespołu X
  - Tim Floyd, amerykański trener koszykówki
  - Gerardo Pelusso, urugwajski piłkarz, trener
  - Turgay Semercioğlu, turecki piłkarz, trener
- 1955:
  - Eugeniusz Cebrat, polski piłkarz, bramkarz
  - Jim Gerlach, amerykański polityk
  - Walter Hofer, austriacki działacz sportowy
  - Leann Hunley, amerykańska aktorka
  - Enric Miralles, hiszpański architekt (zm. 2000)
- 1956:
  - Davie Cooper, szkocki piłkarz (zm. 1995)
  - Roy Dieks, holenderski szachista (zm. 2004)
  - Zbigniew Mikielewicz, polski rzeźbiarz
  - Józef Naumowicz, polski duchowny katolicki, historyk literatury wczesnochrześcijańskiej, patrolog, bizantynolog
  - Rimvydas Turčinskas, litewski lekarz, polityk, minister zdrowia
  - Zdzisław Wolski, polski lekarz, polityk, poseł na Sejm RP
- 1957:
  - Cindy Brogdon, amerykańska koszykarka, trenerka
  - Gëzim Hajdari, albański poeta, tłumacz
  - Sérgio Marques, portugalski prawnik, polityk
  - Igor Prieložný, słowacki siatkarz, trener
  - Tharman Shanmugaratnam, singapurski polityk, prezydent Singapuru
  - Mirosław Zbrojewicz, polski aktor
- 1958:
  - İradə Aşumova, azerska strzelczyni sportowa
  - Henryk Blaszka, polski żeglarz sportowy (zm. 2024)
  - Barclay Hope, kanadyjski aktor
  - Zenon Kosiniak-Kamysz, polski dyplomata, polityk
  - Silvestro Milani, włoski kolarz szosowy i torowy
  - Kurt Rambis, amerykański koszykarz
  - Mirosław Stroczyński, polski górnik, związkowiec (zm. 2013)
  - Anna Wiłkomirska, polska pedagog, profesor nauk społecznych
- 1959:
  - Aleksiej Bałabanow, rosyjski scenarzysta i producent reżyser filmowy (zm. 2013)
  - Michaił Diewiatjarow, rosyjski biegacz narciarski
- 1960:
  - Andrzej Andrzejczak, polski polityk, poseł na Sejm RP
  - Stefan Blöcher, niemiecki hokeista na trawie, golfista
  - Rolando Coimbra, boliwijski piłkarz
  - Ružica Đinđić, serbska prawnik, polityk, działaczka społeczna
  - Wiktor Grodecki, polski reżyser, scenarzysta i montażysta filmowy
  - Vjekoslav Huzjak, chorwacki duchowny katolicki, biskup Bjelovar-Križevci
  - Béla Kovács, węgierska polityk, eurodeputowany
- 1961:
  - Gonzalo Farfán, meksykański piłkarz, trener
  - Hermann Gröhe, niemiecki polityk
  - Gualtiero Sigismondi, włoski duchowny katolicki, biskup Foligno
  - Krzysztof Włodarczyk, polski duchowny katolicki, biskup bydgoski
- 1962:
  - Małgorzata Bogdańska, polska aktorka
  - Dominique Cina, szwajcarski piłkarz
  - Birgit Fischer, niemiecka kajakarka
  - John Lanchester, brytyjski dziennikarz, pisarz
  - Michael Mulhall, kanadyjski duchowny katolicki, biskup Pembroke, arcybiskup Kingston
  - Wojciech Pogorzelski, polski gitarzysta, członek zespołu Oddział Zamknięty
  - Ewładija Sławczewa-Stefanowa, bułgarska koszykarka
- 1963:
  - Abdelfettah Rhiati, marokański piłkarz
  - Thomas Wharton, kanadyjski pisarz
  - Doris Younane, australijska aktorka
- 1964:
  - Lee Evans, brytyjski aktor, komik, muzyk
  - Russell Mark, australijski strzelec sportowy
  - Artūras Melianas, litewski ekonomista, polityk
- 1965:
  - Brian Baker, amerykański muzyk, członek zespołów: Bad Religion, Dag Nasty i Minor Threat
  - Krzysztof Ibisz, polski aktor, dziennikarz i prezenter telewizyjny
  - Susanna Rahkamo, fińska łyżwiarka figurowa
  - Maricel Soriano, filipińska aktorka
  - Veronica Webb, amerykańska modelka
- 1966:
  - Alexis Denisof, amerykański aktor pochodzenia rosyjskiego
  - Marc Emmers, belgijski piłkarz
  - Andrew Feldman, brytyjski prawnik, polityk
  - Samson Kitur, kenijski lekkoatleta, sprinter (zm. 2003)
  - Piotr Witold Lech, polski pisarz science fiction i fantasy
  - Téa Leoni, amerykańska aktorka pochodzenia włosko-polskiego
  - Ioana Olteanu, rumuńska wioślarka
- 1967:
  - Vickie Orr, amerykańska koszykarka
  - Jenny Byrne, australijska tenisistka
  - Nick Leeson, brytyjski makler giełdowy
- 1968:
  - Lesley Boone, amerykańska aktorka, piosenkarka, tancerka
  - Thomas G:son, szwedzki gitarzysta, kompozytor, autor tekstów piosenek
  - Cweta Karajanczewa, bułgarska polityk, przewodnicząca Zgromadzenia Narodowego
  - Sandrine Kiberlain, francuska aktorka, piosenkarka
  - Paweł Piskorski, polski polityk, poseł na Sejm RP, prezydent Warszawy, eurodeputowany
  - Oumou Sangaré, malijska piosenkarka
  - Grzegorz Sztwiertnia, polski artysta współczesny
- 1969:
  - Grzegorz Krejner, polski kolarz torowy
  - Paul Trimboli, australijski piłkarz pochodzenia włoskiego
- 1970:
  - Shaun Goater, bermudzki piłkarz
  - Ian Walker, brytyjski żeglarz sportowy
- 1971:
  - Christien Anholt, brytyjski aktor
  - Sean Astin, amerykański aktor
  - Cezary Duchnowski, polski pianista, kompozytor
  - Beata Grabarczyk, polska dziennikarka
  - Stuart MacGill, australijski krykiecista
  - Andrea Navarra, włoski kierowca rajdowy
  - Nova Peris-Kneebone, australijska hokeistka na trawie, lekkoatletka, sprinterka
  - Antonio Pinilla, hiszpański piłkarz
  - Daniel Powter, kanadyjski piosenkarz
  - Morten Wieghorst, duński piłkarz, trener
- 1972:
  - Masayoshi Kan, japoński lekkoatleta, sprinter
  - Jaak Mae, estoński biegacz narciarski
  - Viorel Talapan, rumuński wioślarz
- 1973:
  - Badzaryn Chatanbaatar, mongolski szachista
  - Marcin Grygowicz, polski koszykarz, trener
  - Julio Iglesias (junior), hiszpański piosenkarz, model
  - Kim Yun-man, południowokoreański łyżwiarz szybki
  - Dariusz Mikulski, polski waltornista, pedagog
  - Anson Mount, amerykański aktor, producent filmowy
  - Peter Ndlovu, zimbabwejski piłkarz
  - Gareth Taylor, walijski piłkarz, trener
  - Jarosław Tkocz, polski piłkarz, bramkarz, trener
  - Gerard Wiekens, holenderski piłkarz
  - Ołena Zubryłowa, ukraińska i białoruska biathlonistka
- 1974:
  - René Bolf, czeski piłkarz
  - Freddy Fernández, kostarykański piłkarz
  - Cenk İşler, turecki piłkarz
  - Pappu Jadav, indyjski zapaśnik
  - Litos, portugalski piłkarz
  - Sejjed Mahmudreza Miran, irański judoka
  - Shōtarō Morikubo, japoński seiyū
  - Georgi Petrow, bułgarski piłkarz
  - Dominic Raab, brytyjski prawnik, polityk
  - Ariel Sganga, argentyński judoka
  - Kevin Skinner, amerykański piosenkarz country
  - Ahmet Yıldırım, turecki piłkarz
- 1975:
  - Natalja Baranowa-Masałkina, rosyjska biegaczka narciarska
  - Dariusz Dziadzio, polski polityk, poseł na Sejm RP
  - Chelsea Handler, amerykańska aktorka, modelka, prezenterka telewizyjna, komik
  - Kozue Kimura, japońska zapaśniczka
  - Ołeh Kyriuchin, ukraiński bokser
  - Sam McMahon, amerykański strongman
  - Dmitri Rodin, estoński hokeista, trener i działacz hokejowy
- 1976:
  - Taras Kutowy, ukraiński menedżer, polityk, minister polityki rolnej (zm. 2019)
  - Marco Pinotti, włoski kolarz szosowy
  - Chris Pitman, amerykański multiinstrumentalista, członek zespołu Guns N’ Roses
  - Samaki Walker, amerykański koszykarz
  - Zhang Xiuyun, chińska wioślarka
- 1977:
  - Sarah Jezebel Deva, brytyjska wokalistka, członkini zespołów: Angtoria i Cradle of Filth
  - Désiré Mbonabucya, rwandyjski piłkarz
  - Marceli Szpak, polski tłumacz, dziennikarz, prozaik, poeta
  - Ulrike Weichelt, niemiecka kolarka torowa
  - Josh Wolff, amerykański piłkarz
- 1978:
  - Wołodymyr Bakłan, ukraiński szachista
  - Daine Klate, południowoafrykański piłkarz
  - Yazid Mansouri, algierski piłkarz
  - Jenny Mowe, amerykańska koszykarka
  - Yūji Nakazawa, japoński piłkarz
- 1979:
  - László Bodnár, węgierski piłkarz
  - Rocío Gamonal, hiszpańska kolarka górska i przełajowa
  - Karine Guerra de Souza, brazylijska siatkarka
- 1980:
  - Łukasz Biela, polski koszykarz, trener
  - Youssouf Hadji, marokański piłkarz
  - Bartosz Hondowski, polski koszykarz
  - Javier Rey, hiszpański aktor
- 1981:
  - Alessandro Budel, włoski piłkarz
  - Tetiana Czorna, ukraińska piłkarka
  - Megan Dolan, kanadyjska zapaśniczka
  - Ricardo Esqueda, meksykański piłkarz
  - Łukasz Garguła, polski piłkarz
  - Park Ji-sung, południowokoreański piłkarz
  - Marek Plawgo, polski lekkoatleta, sprinter i płotkarz
- 1982:
  - Chris Baird, północnoirlandzki piłkarz
  - Kimberly Caldwell, amerykańska piosenkarka
  - Maria Kanellis, amerykańska, wrestlerka, piosenkarka, modelka
  - Lars Kaufmann, niemiecki piłkarz ręczny
  - Maciej Majcherek, polski koszykarz
  - Agnieszka Makowska, polska koszykarka
  - Bert McCracken, amerykański wokalista, członek zespołu The Used
  - Meshal Mubarak, katarski piłkarz
  - Flavia Pennetta, włoska tenisistka
  - Anton Wołczenkow, rosyjski hokeista
- 1983:
  - Monique Currie, amerykańska koszykarka
  - Sylwia Gawlikowska, polska pięcioboistka nowoczesna
  - Eduardo da Silva, chorwacki piłkarz pochodzenia brazylijskiego
  - Lulu Wang, amerykańska reżyserka
  - Akira Yaegashi, japoński bokser
- 1984:
  - Maria Antonelli, brazylijska siatkarka plażowa
  - Julia Bartnowskaja, rosyjska zapaśniczka
  - Mariana Esnoz, argentyńska piosenkarka, aktorka
  - Jacques Faty, francuski piłkarz pochodzenia senegalskiego
  - Heinrich Haussler, australijski kolarz szosowy pochodzenia niemieckiego
  - Salomón Libman, peruwiański piłkarz, bramkarz
  - Joakim Lundström, szwedzki hokeista, bramkarz
  - Craig Mackail-Smith, szkocki piłkarz
  - Manu del Moral, hiszpański piłkarz
  - Alejandro Núñez, hiszpański kierowca wyścigowy
  - João Pereira, portugalski piłkarz
  - Jole Ruzzini, włoska siatkarka
  - Xing Huina, chińska lekkoatletka, biegaczka długodystansowa
  - Didier Ya Konan, iworyjski piłkarz
- 1985:
  - Julianna Imai, brazylijska modelka
  - Jusif Jaber, emiracki piłkarz
  - Camille Lecointre, francuska żeglarka sportowa
  - Joakim Noah, francuski koszykarz
  - Marta Rosińska, polska piłkarka ręczna
  - Maiko Sakashita, japońska siatkarka
  - Maciej Walkowiak, polski hokeista na trawie
  - Sławomir Zagórski, polski historyk, dziennikarz
- 1986:
  - Justin Berfield, amerykański aktor, producent filmowy, pisarz pochodzenia żydowskiego
  - Nabil Dirar, marokański piłkarz
  - Kaja Paschalska, polska aktorka, piosenkarka
  - James Phelps, brytyjski aktor
  - Oliver Phelps, brytyjski aktor
  - Danny Saucedo, szwedzki piosenkarz, autor tekstów
  - Mehdija Suljić, bośniacka lekkoatletyka, tyczkarka
  - Iwan Zarew, bułgarski siatkarz
- 1987:
  - Fahd al-Ansari, kuwejcki piłkarz
  - Mevlüt Erdinç, turecki piłkarz
  - Yu Hanchao, chiński piłkarz
  - Kinga Kantorska, polska wioślarka
  - Karolina Pitoń, polska biathlonistka
  - Andrew Poje, kanadyjski łyżwiarz figurowy
- 1988:
  - Laure Bosc, francuska biathlonistka
  - Rúrik Gíslason, islandzki piłkarz
  - Łukasz Grodzicki, polski windsurfer
  - Iwan Iwanow, bułgarski piłkarz
  - Zofia Nowakowska, polska wokalistka, aktorka
  - Katarzyna Ostapska, polska sztangistka
  - Agata Ozdoba-Błach, polska judoczka
  - Zou Kai, chiński gimnastyk
- 1989:
  - Karim Aït-Fana, marokański piłkarz
  - Milan Badelj, chorwacki piłkarz
  - Jacek Brysz, polski judoka
  - Hannelore Desmet, belgijska lekkoatletka, skoczkini wzwyż
  - Olga Drożdż, polska strzelczyni sportowa
  - Jimmer Fredette, amerykański koszykarz
  - Valerică Găman, rumuński piłkarz
  - Kana Hanazawa, japońska aktorka głosowa, piosenkarka
  - Lee Sang-hwa, południowokoreańska łyżwiarka szybka
  - Liang Chen, chińska tenisistka
  - E’Twaun Moore, amerykański koszykarz
  - Paula Szeremeta, polska siatkarka
- 1990:
  - Younès Belhanda, marokański piłkarz
  - Pello Bilbao, hiszpański kolarz szosowy
  - Ehsan Hadżsafi, irański piłkarz
  - Kim Min-woo, południowokoreański piłkarz
  - Mikael Gabriel, fiński raper
  - Sammy N’Djock, kameruński piłkarz, bramkarz
  - Kylie Palmer, australijska pływaczka
  - Zulfija Sulejmienowa, kazachska polityczka
  - Rafael Romo, wenezuelski piłkarz, bramkarz
  - Wang Na, chińska siatkarka
  - Huang Xuechen, chińska pływaczka synchroniczna
  - Mariana Zachariadi, grecka lekkoatletka, tyczkarka (zm. 2013)
- 1991:
  - Carmen Miloglav, chorwacka koszykarka
  - Kyle Dake, amerykański zapaśnik
  - Tony Oller, amerykański aktor, piosenkarz, tancerz
  - Park Seul-gi, południowokoreańska siatkarka
  - Aya Seo, japońska siatkarka
  - Lucio Spadaro, włoski pływak
  - Łukasz Zakreta, polski piłkarz ręczny, bramkarz
- 1992:
  - Thomas Diethart, austriacki skoczek narciarski
  - Marta Kąkol, polska lekkoatletka, oszczepniczka
  - Ahmad Ibrahim Khalaf, iracki piłkarz
  - Joakim Nordström, szwedzki hokeista
  - Amy Ruffle, australijska aktorka
- 1993:
  - Conor Coady, angielski piłkarz
  - Myles Mack, amerykański koszykarz
  - Gonzalo Quiroga, argentyński siatkarz
  - Panayappan Sethuraman, indyjski szachista
- 1994:
  - Meri Arabidze, gruzińska szachistka
  - Eugenie Bouchard, kanadyjska tenisistka
  - Nick Spires, szwedzki koszykarz pochodzenia brytyjskiego
  - Fred VanVleet, amerykański koszykarz
- 1995:
  - Ksienija Dudkina, rosyjska gimnastyczka artystyczna
  - Karen Grigorian, ormiański szachista
  - Mario Hezonja, chorwacki koszykarz
  - Piotr Kuczera, polski judoka
  - Francesca Michielin, włoska piosenkarka
  - Magdalena Sochoń, polska lekkoatletka, wieloboistka
  - Wiktorija Tomowa, bułgarska tenisistka
  - Jonathan Williams, amerykański koszykarz
- 1996:
  - Emel Dereli, turecka lekkoatletka, kulomiotka
  - Hanna Ochota, ukraińska bokserka
  - Alec Potts, australijski łucznik
- 1997:
  - Santiago Ascacíbar, argentyński piłkarz
  - Brock Boeser, amerykański hokeista
  - Nugzari Curcumia, gruziński zapaśnik (zm. 2024)
  - Isabelle Fuhrman, amerykańska aktorka
  - Thon Maker, południowosudański koszykarz
  - Ana Mena, hiszpańska piosenkarka
  - Trevelin Queen, amerykański koszykarz
- 1998:
  - Hanna Chang, amerykańska tenisistka
  - Rizky Febian, indonezyjski piosenkarz, aktor
  - Vebjørn Hegdal, norweski biegacz narciarski
  - Aleksandra Lipska, polska siatkarka
  - Ismaïla Sarr, senegalski piłkarz
- 1999:
  - Krépin Diatta, senegalski piłkarz
  - Gianluigi Donnarumma, włoski piłkarz, bramkarz
  - Rafał Karczmarz, polski żużlowiec
  - Aleksandra Krošelj, słoweńska koszykarka
  - Gina Akpe-Moses, irlandzka lekkoatletka, sprinterka
  - Matwiej Safonow, rosyjski piłkarz, bramkarz
- 2001:
  - Vernon Carey, amerykański koszykarz
  - Marek Mucha, polski lekkoatleta, oszczepnik
- 2002 – Kenderson Navarro, gwatemalski piłkarz, bramkarz
- 2003:
  - Lythe Pillay, południowoafrykański lekkoatleta, sprinter
  - Brandin Podziemski, amerykański koszykarz pochodzenia polskiego
  - Albert Posiadała, polski piłkarz, bramkarz
  - Emmanuel Yeboah, ghański piłkarz
- 2004:
  - Paul Inchauspé, francuski tenisista
  - Roman Staněk, czeski kierowca wyścigowy
- 2005:
  - Arda Güler, turecki piłkarz
  - Mathis Henno, francuski siatkarz
- 2006 – Nikola Bartůňková, czeska tenisistka

## Zmarli
- 806 – Tarazjusz, patriarcha Konstantynopola, święty (ur. 730)
- 1153 – Ptolemeusz II, hrabia Tusculum (ur. ?)
- 1220 – Albrecht II, margrabia Brandenburgii (ur. 1171–77)
- 1265 – Ulryk I Założyciel, hrabia Wirtembergii (ur. 1226)
- 1273 – Odon de Châteauroux, francuski kardynał, teolog, filozof scholastyczny (ur. ok. 1190)
- 1395 – Warcisław VII, książę słupski (ur. ?)
- 1495 – Cem, pretendent do tronu osmańskiego (ur. ?)
- 1496 – Eberhard V, książę Wirtembergii (ur. 1445)
- 1501 – Małgorzata Wittelsbach, księżniczka bawarska, księżna Palatynatu (ur. 1456)
- 1536 – Jakub Hutter, tyrolski anabaptysta (ur. ?)
- 1547 – Vittoria Colonna, włoska markiza, poetka (ur. 1490)
- 1558 – Eleonora Austriacka, królowa Portugalii i Francji (ur. 1498)
- 1600 – Sebastian od Objawienia, hiszpański franciszkanin, błogosławiony (ur. 1502)
- 1601 – Robert Devereux, angielski możnowładca, dowódca wojskowy (ur. 1567)
- 1626 – Henryk Firlej, polski duchowny katolicki, arcybiskup metropolita gnieźnieński i prymas Polski (ur. 1574)
- 1634 – Albrecht von Wallenstein, czeski książę, dowódca wojskowy (ur. 1583)
- 1643 – Marco da Gagliano, włoski kompozytor (ur. 1582)
- 1653 – Józef Kononowicz-Horbacki, prawosławny biskup mścisławski (ur. ?)
- 1660 – Claes Gerritszoon Compaen, holenderski pirat (ur. 1587)
- 1682 – Alessandro Stradella, włoski kompozytor (ur. 1639)
- 1713 – Fryderyk I Hohenzollern, elektor brandenburski, król pruski (ur. 1657)
- 1715 – Pu Songling, chiński pisarz, nauczyciel (ur. 1640)
- 1723 – Christopher Wren, brytyjski architekt, astronom (ur. 1632)
- 1751 – Georg Caspar Schürmann, niemiecki kompozytor (ur. 1672/73)
- 1768 – Eustachy Potocki, polski szlachcic, generał-lejtnant, polityk (ur. 1720)
- 1796 – Ignacy Zboiński, polski szlachcic, polityk (ur. ok. 1714)
- 1798 – Louis-Jules Mancini-Mazarini, francuski dyplomata, pisarz (ur. 1716)
- 1802 – Charles O’Hara, brytyjski generał (ur. 1740)
- 1805 – Fryderyka Luiza Hessen-Darmstadt, królowa pruska (ur. 1751)
- 1806 – Manuel Monfort, hiszpański rytownik (ur. 1736)
- 1818:
  - George Berkeley, brytyjski arystokrata, polityk, admirał (ur. 1753)
  - Ludwik Pancerzyński, polski szlachcic, polityk (ur. 1757)
- 1822 – William Pinkney, amerykański polityk, dyplomata (ur. 1764)
- 1828 – Dominik Lentini, włoski duchowny katolicki, błogosławiony (ur. 1770)
- 1831:
  - Friedrich Maximilian Klinger, niemiecki poeta, dramaturg (ur. 1752)
  - Ludwik Mycielski, polski oficer, uczestnik powstania listopadowego (ur. 1799)
  - Franciszek Żymirski, polski generał, uczestnik insurekcji kościuszkowskiej i powstania listopadowego (ur. 1778/79)
- 1850 – Daoguang, cesarz Chin (ur. 1782)
- 1852 – Thomas Moore, irlandzki poeta (ur. 1779)
- 1855:
  - Franciszka Anna od Matki Bożej Bolesnej, hiszpańska zakonnica, błogosławiona (ur. 1781)
  - Maria Adeodata Pisani, włoska benedyktynka, błogosławiona (ur. 1806)
- 1856 – Wawrzyniec Bai Xiaoman, chiński męczennik i święty katolicki (ur. 1821)
- 1864 – Anna Harrison, amerykańska pierwsza dama (ur. 1775)
- 1865 – Otto Ludwig, niemiecki pisarz (ur. 1813)
- 1868:
  - Ludwik Ozjasz Lubliner, polski działacz emigracyjny, publicysta, prawnik pochodzenia żydowskiego (ur. 1809)
  - Ludwig Türck, austriacki neurolog, laryngolog, wykładowca akademicki (ur. 1810)
- 1870:
  - Louis-Jacques-Maurice de Bonald, francuski duchowny katolicki, arcybiskup Lyonu, kardynał (ur. 1787)
  - Henrik Hertz, duński poeta (ur. 1797)
- 1873 – Philippe-Paul de Ségur, francuski hrabia, generał, historyk (ur. 1780)
- 1876:
  - Michał Belina-Czechowski, polski pastor, działacz niepodległościowy (ur. 1818)
  - Seweryn Goszczyński, polski poeta, działacz niepodległościowy (ur. 1801)
- 1877 – Jang Bahadur Rana, nepalski polityk, premier Nepalu (ur. 1816)
- 1879 – Karl Wilhelm von Willisen, pruski generał (ur. 1790)
- 1880 – Tytus Świderski, polski historyk i krytyk literatury (ur. 1843)
- 1881 – August Treboniu Laurian, rumuński językoznawca, historyk, publicysta, wykładowca akademicki, polityk (ur. 1810)
- 1882 – Feliks Maciejowski, polski lekarz, uczestnik powstania listopadowego (ur. 1799)
- 1884 – Thomas Milner Gibson, brytyjski polityk (ur. 1806)
- 1887 – Augustin-Magloire Blanchet, amerykański duchowny katolicki, biskup Nesqually pochodzenia kanadyjskiego (ur. 1797)
- 1889:
  - Charles Du Cane, brytyjski polityk, administrator kolonialny (ur. 1825)
  - Carlo Sacconi, włoski kardynał (ur. 1808)
- 1894:
  - Władysław Motty, polski rysownik, prawnik, literat, publicysta (ur. 1851)
  - Johann Nepomuk Prix, austriacki prawnik, samorządowiec, burmistrz Wiednia (ur. 1826)
- 1895:
  - Marian Baraniecki, polski matematyk, wykładowca akademicki (ur. 1848)
  - Henry Bruce, brytyjski arystokrata, polityk (ur. 1815)
- 1897 – Marie-Cornélie Falcon, francuska śpiewaczka operowa (sopran dramatyczny) (ur. 1814)
- 1898 – Francis Frith, brytyjski fotograf, podróżnik, wydawca (ur. 1822)
- 1899 – Paul Reuter, brytyjski dziennikarz pochodzenia żydowskiego (ur. 1816)
- 1900 – Hugo Ilse, niemiecki botanik, leśnik (ur. 1835)
- 1901 – Wojciech Gerson, polski malarz, historyk sztuki, pedagog (ur. 1831)
- 1902 – Franz Thamm, niemiecki szewc, rzeźbiarz (ur. 1831)
- 1906:
  - Anton Arienski, rosyjski kompozytor, pianista, dyrygent (ur. 1861)
  - Jan Ziemięcki, polski dowódca wojskowy w służbie niemieckiej i austro-węgierskiej (ur. 1817)
- 1907 – Wilhelm von Diez, niemiecki malarz (ur. 1839)
- 1908:
  - Janusz Bednarski, polski poeta (ur. 1891)
  - Edmund Fornalski, polski rzeźbiarz, kamieniarz (ur. 1867)
- 1909:
  - Caran d’Ache, francuski satyryk, karykaturzysta (ur. 1858)
  - Iwan Kachanow, rosyjski generał, polityk (ur. 1825)
  - John Boyd Thacher, amerykański przedsiębiorca, historyk, pisarz, polityk (ur. 1847)
- 1910 – Worthington Whittredge, amerykański malarz (ur. 1820)
- 1911:
  - Henry Fowler, brytyjski arystokrata, polityk (ur. 1830)
  - Fritz von Uhde, niemiecki malarz (ur. 1848)
- 1912 – Wilhelm IV, wielki książę Luksemburga (ur. 1852)
- 1914 – John Tenniel, brytyjski malarz, ilustrator (ur. 1820)
- 1915 – Charles Edwin Bessey, amerykański botanik, mykolog, wykładowca akademicki (ur. 1845)
- 1916 – Wilhelm Hasselmann, niemiecki polityk, dziennikarz (ur. 1844)
- 1917 – Martin Róth, spiskoniemiecki pedagog, taternik, działacz turystyczny (ur. 1841)
- 1918 – Miguel Marqués, hiszpański kompozytor (ur. 1843)
- 1919:
  - Josef Christiaens, belgijski kierowca wyścigowy, pilot, inżynier (ur. 1882)
  - Zygmunt Matkowski, polski historyk literatury, poeta (ur. 1885)
- 1920:
  - Gierasim Owsianik, rosyjski rewolucjonista, działacz komunistyczny (ur. 1887)
  - Wadim Podbielski, rosyjski działacz bolszewicki, polityk (ur. 1887)
  - William Keith Swayze, kanadyjski pilot wojskowy, as myśliwski (ur. 1898)
- 1921 – Wasyl Nahirnyj, ukraiński architekt, działacz społeczny (ur. 1848)
- 1922 – Henri Landru, francuski seryjny morderca (ur. 1869)
- 1923 – Bronisław Bojarski de Bojary Czarnota, polski generał dywizji (ur. 1853)
- 1924:
  - Maksymilian Cohn, polski lekarz pochodzenia żydowskiego (ur. 1850)
  - Wacław Jaxa-Aksentowicz, polski major artylerii (ur. 1889)
  - Aleksander Jaworowski, polski lekarz, bibliotekarz (ur. 1849)
- 1925 – Jan Data, polski działacz ludowy, polityk (ur. 1851)
- 1927 – Eduard Julius Vortheil, polski pionier kinematografii, założyciel kin i teatrów pochodzenia holenderskiego (ur. 1851)
- 1928:
  - Heinrich Dehio, niemiecki psychiatra (ur. 1861)
  - Turybiusz Romo González, meksykański duchowny katolicki, męczennik, święty (ur. 1900)
- 1929:
  - Adolphe-Alexandre Lesrel, francuski malarz (ur. 1839)
  - Antonio Vico, włoski kardynał, dyplomata papieski (ur. 1847)
- 1930:
  - Kalikst Caravario, włoski salezjanin, misjonarz, męczennik, święty (ur. 1903)
  - Alojzy Versiglia, włoski salezjanin, misjonarz, biskup, męczennik, święty (ur. 1873)
- 1931:
  - Gustaw Pillati, polski malarz, rysownik, pedagog (ur. 1874)
  - Johannes Reinke, niemiecki filozof, botanik, mykolog, wykładowca akademicki (ur. 1849)
- 1934:
  - Elizabeth Knight Britton, amerykańska botanik, biolog (ur. 1858)
  - Paweł Morcinek, polski ichtiolog, hodowca ryb (ur. 1851)
  - Andrzej Stopka Nazimek, polski pisarz, badacz folkloru podhalańskiego (ur. 1868)
- 1935 – Fernando Fader, argentyński malarz pochodzenia francuskiego (ur. 1882)
- 1936:
  - Arthur Amundsen, norweski gimnastyk (ur. 1886)
  - Anna Boch, belgijska malarka (ur. 1848)
  - Maksymilian (Hajdin), serbski biskup prawosławny (ur. 1879)
  - Horace de Vere Cole, brytyjski arystokrata, poeta (ur. 1881)
- 1937 – Hans Achelis, niemiecki historyk, teolog protestancki, wykładowca akademicki (ur. 1855)
- 1938 – Sandżar Asfiendiarow, radziecki polityk (ur. 1889)
- 1939:
  - Michaił Bołdyriew, radziecki polityk (ur. 1894)
  - Wasilij Danilewski, radziecki wojskowy, polityk (ur. 1852)
  - Konstantin Gej, radziecki polityk (ur. 1896)
  - Aleksiej Griczmanow, radziecki wojskowy, polityk (ur. 1896)
  - Aleksandr Minajew-Cikanowski, radziecki funkcjonariusz służb specjalnych, polityk pochodzenia żydowskiego (ur. 1888)
  - Boris Pozern, radziecki wojskowy, polityk (ur. 1882)
  - Sułtan Segizbajew, radziecki polityk (ur. 1899)
  - Piotr Smorodin, radziecki polityk (ur. 1897)
  - Siergiej Sobolew, radziecki polityk (ur. 1900)
  - Aleksandr Ugarow, radziecki polityk (ur. 1900)
- 1941:
  - Leon Hirsz, polski kleryk, Sługa Boży (ur. 1917)
  - Aleksander Warteresiewicz-Słoniewski, polski architekt (ur. 1883)
- 1942 – Wołodymyr Starosolski, ukraiński działacz społeczny i polityczny, adwokat, socjolog (ur. 1878)
- 1943:
  - Abraham Buschke, niemiecki dermatolog pochodzenia żydowskiego (ur. 1868)
  - Eugeniusz Latacz, polski piłkarz, bramkarz, bibliotekarz, historyk wojen kozackich (ur. 1905)
  - Tadeusz Nawrot, polski działacz niepodległościowy (ur. 1921)
- 1944:
  - Kazimierz Kałużewski, polski żołnierz AK (ur. 1912)
  - Charles L. McNary, amerykański polityk (ur. 1874)
- 1945:
  - Mário de Andrade, brazylijski poeta, prozaik, krytyk literacki, muzykolog (ur. 1893)
  - František Chvalkovský, czechosłowacki polityk (ur. 1885)
  - Ernst Stein, austriacko-niemiecki historyk, bizantynolog (ur. 1891)
- 1946:
  - Reinhold Heuer, niemiecki pastor, historyk sztuki (ur. 1867)
  - René Le Grevès, francuski kolarz szosowy i torowy (ur. 1910)
  - Stanisław Purzycki, polski aktor (ur. 1892)
- 1947:
  - Horst von Einsiedel, niemiecki prawnik, ekonomista, działacz antynazistowski (ur. 1905)
  - Friedrich Paschen, niemiecki fizyk, wykładowca akademicki (ur. 1865)
- 1948 – Alexander Du Toit, południowoafrykański geolog, wykładowca akademicki (ur. 1878)
- 1950:
  - George Minot, amerykański internista, fizjopatolog, wykładowca akademicki, laureat Nagrody Nobla (ur. 1885)
  - Joseph Stadler, amerykański lekkoatleta, skoczek wzwyż i trójskoczek (ur. 1880)
  - Josef Toufar, czeski duchowny katolicki (ur. 1902)
  - Ildefons Żbikowski, polski starszy sierżant, członek NZW i NSZ (ur. 1925)
- 1952:
  - Kazimierz Brzozowski, polski lekarz, drukarz, wydawca (ur. 1872)
  - Stanisław Mierczyński, polski etnograf muzyczny, kompozytor, skrzypek, taternik (ur. 1894)
  - Francisco Police, brazylijski piłkarz (ur. 1893)
- 1953:
  - Mokichi Saitō, japoński psychiatra, poeta (ur. 1882)
  - Siergiej Winogradski, rosyjski mikrobiolog, wykładowca akademicki (ur. 1856)
  - Roman Zych, polski plutonowy artylerii (ur. 1898)
- 1954:
  - Juan Cilley, argentyński piłkarz (ur. 1898)
  - Jurij Janowski, ukraiński poeta, prozaik (ur. 1902)
  - Witold Habdank Kossowski, polski pedagog, poeta (ur. 1894)
  - Auguste Perret, francuski architekt, przedsiębiorca (ur. 1874)
- 1955:
  - William Dupree, amerykański baseballista (ur. 1909)
  - Tadeusz Wichert, polski inżynier mechanik, wykładowca akademicki (ur. ?)
- 1956 – Kazimierz Jasinski, polski ekonomista, działacz komunistyczny i związkowy, urzędnik państwowy, dyplomata (ur. 1887)
- 1957:
  - Mark Ałdanow, rosyjski pisarz emigracyjny (ur. 1886)
  - George Moran, amerykański przestępca pochodzenia francusko-kanadyjskiego (ur. 1893)
  - B.P. Schulberg, amerykański producent i scenarzysta filmowy pochodzenia żydowskiego (ur. 1892)
- 1958 – Ole Sørensen, norweski żeglarz sportowy (ur. 1883)
- 1959 – Klaudiusz Duż-Duszewski, białoruski działacz polityczny, publicysta, wydawca, tłumacz (ur. 1891)
- 1962 – Maria Ludwika De Angelis, włoska zakonnica, misjonarka, błogosławiona (ur. 1880)
- 1963 – Władysław Żurawski, polski malarz, grafik, ilustrator, pedagog (ur. 1888)
- 1964:
  - Alexander Archipenko, ukraiński rzeźbiarz, malarz, rysownik, grafik, pedagog (ur. 1887)
  - Maurice Farman, francusko-brytyjski kierowca wyścigowy, pilot, konstruktor i projektant samochodów (ur. 1877)
- 1966:
  - Edward Czerwiński, polski malarz, grafik, pedagog (ur. 1892)
  - Wiktor Krawczenko, radziecki uciekinier (ur. 1905)
  - Antoni Waśkowski, polski poeta, dramaturg, malarz (ur. 1885)
- 1968:
  - Miloš Havel, czeski przedsiębiorca, producent filmowy (ur. 1899)
  - Camille Huysmans, belgijski filolog, polityk, premier Belgii (ur. 1871)
- 1969:
  - Maria Bilińska-Riegerowa, polska pianistka, pedagog (ur. 1911)
  - Władysław Dobrowolski, polski major piechoty, lekkoatleta, szermierz, działacz sportowy (ur. 1896)
  - Stanisław Tołwiński, polski polityk (ur. 1895)
  - Jan Zajíc, czeski student (ur. 1950)
- 1970:
  - Iwan Jermaczenka, białoruski działacz narodowy, dyplomata (ur. 1894)
  - Mark Rothko, amerykański malarz (ur. 1903)
- 1971:
  - Ludomir Danilewicz, polski inżynier, wynalazca (ur. ok. 1905)
  - Theodor Svedberg, szwedzki chemik, laureat Nagrody Nobla (ur. 1884)
- 1972:
  - Gottfried Fuchs, niemiecki piłkarz pochodzenia żydowskiego (ur. 1889)
  - Hugo Steinhaus, polski matematyk, wykładowca akademicki pochodzenia żydowskiego (ur. 1887)
- 1973 – Boris Ioganson, rosyjski malarz, pedagog pochodzenia szwedzkiego (ur. 1893)
- 1974:
  - Herman David, brytyjski tenisista, działacz sportowy (ur. 1905)
  - Paul Deschamps, francuski historyk, mediewista, wykładowca akademicki (ur. 1888)
  - Tadeusz Jaczewski, polski zoolog, wykładowca akademicki (ur. 1899)
- 1975:
  - Jerzy Borejsza, polski pułkownik pilot (ur. 1889)
  - Anna Strzelecka, polska historyk, mediewistka (ur. 1903)
- 1977:
  - Trofim Poplowkin, radziecki polityk (ur. 1915)
  - Władysław Sikorski, podpułkownik Wojska Polskiego, kawaler Orderu Virtuti Militari (ur. 1889)
- 1978:
  - Artiom Alichanian, ormiański fizyk, wykładowca akademicki (ur. 1908)
  - John Kelso Ormond, amerykański urolog (ur. 1886)
  - Thomas A. Wofford, amerykański prawnik, polityk (ur. 1908)
- 1979 – Heinrich Focke, niemiecki konstruktor samolotów i śmigłowców (ur. 1890)
- 1980:
  - Robert Hayden, amerykański poeta, eseista, myśliciel (ur. 1913)
  - Caradog Prichard, walijski dziennikarz, prozaik, poeta (ur. 1904)
- 1981:
  - Richard Honig, niemiecki prawnik, wykładowca akademicki pochodzenia żydowskiego (ur. 1890)
  - Leonard Howell, jamajski rastafarianin (ur. 1898)
  - Ann Lowe, amerykańska projektantka mody (ur. 1898)
  - Gun’ichi Mikawa, japoński wiceadmirał (ur. 1888)
  - Zalman Suzajew, izraelski przedsiębiorca, polityk (ur. 1911)
- 1982:
  - Walter Kaiser, niemiecki piłkarz (ur. 1907)
  - Hans-Joachim von Merkatz, niemiecki prawnik, polityk (ur. 1905)
  - Christian Schad, niemiecki malarz (ur. 1894)
  - Pedro Solé, hiszpański piłkarz, trener (ur. 1905)
  - Zhao Yuanren, chiński językoznawca, pisarz, kompozytor (ur. 1892)
- 1983:
  - Mignon Anderson, amerykańska aktorka (ur. 1892)
  - Boris Afanasjew, rosyjski piłkarz, hokeista, trener (ur. 1913)
  - Giennadij Borkow, radziecki polityk (ur. 1905)
  - Michał Leśniak, polski aktor (ur. 1913)
  - Edgar Milewski, polski dziennikarz, publicysta (ur. 1913)
  - Jerzy Śliwowski, polski teoretyk prawa karnego, wykładowca akademicki, adwokat, działacz polityczny (ur. 1907)
  - Tennessee Williams, amerykański dramaturg, prozaik, poeta (ur. 1911)
- 1984:
  - Clarence Crafoord, szwedzki kardiochirurg (ur. 1899)
  - Andriej Czen Ir Son, radziecki piłkarz, trener pochodzenia koreańskiego (ur. 1921)
  - Maksymilian Kubacki, polski nauczyciel, muzyk, dyrygent chórów i orkiestr, działacz społeczny (ur. 1908)
  - Roza Papo, jugosłowiańska lekarka, generał pochodzenia żydowskiego (ur. 1914)
  - Manefa (Skopiczewa), białoruska mniszka i święta prawosławna (ur. 1918)
- 1985:
  - Zbigniew Skąpski, polski inżynier geodeta, wykładowca akademicki (ur. 1903)
  - Zijodullo Szahidi, tadżycki muzyk, kompozytor, pedagog (ur. 1914)
- 1986:
  - Giennadij Andriejew, radziecki polityk, dyplomata (ur. 1936)
  - Pasquale Festa Campanile, włoski pisarz, reżyser i scenarzysta filmowy (ur. 1927)
- 1987 – James Coco, amerykański aktor pochodzenia włoskiego (ur. 1930)
- 1990:
  - Dmitrij Malkow, radziecki generał-porucznik (ur. 1904)
  - Zygmunt Walter-Janke, polski generał brygady (ur. 1907)
- 1991:
  - Aleksandr Bowin, radziecki polityk (ur. 1905)
  - Sembijn Gonczigsumlaa, mongolski kompozytor, dyrygent, muzyk (ur. 1915)
  - Sverre Hansen, norweski lekkoatleta, skoczek w dal i wzwyż (ur. 1899)
- 1993:
  - Eddie Constantine, francuski aktor, piosenkarz pochodzenia amerykańskiego (ur. 1917)
  - Leopold Tajner, polski skoczek narciarski (ur. 1921)
- 1994:
  - Baruch Goldstein, izraelski masowy morderca (ur. 1956)
  - Władysław Siła-Nowicki, polski prawnik, adwokat, działacz opozycji antykomunistycznej (ur. 1913)
- 1995:
  - Dorota Friedler, polska tancerka pochodzenia żydowskiego (ur. 1920)
  - Rani Maria Vattalil, hinduska zakonnica, męczennica, błogosławiona (ur. 1954)
- 1996 – Alina Scholtz, polska architekt zieleni (ur. 1908)
- 1997:
  - Ugo Poletti, włoski duchowny katolicki, arcybiskup Spoleto, wikariusz generalny Rzymu, kardynał (ur. 1914)
  - Аndriej Siniawski, rosyjski pisarz (ur. 1925)
- 1998:
  - Wanda Jakubowska, polska reżyserka i scenarzystka filmowa (ur. 1907)
  - Umberto Mastroianni, włoski rzeźbiarz (ur. 1910)
- 1999 – Glenn Seaborg, amerykański chemik, laureat Nagrody Nobla (ur. 1912)
- 2000:
  - Adam Gubrynowicz, polski dyplomata, działacz społeczny (ur. 1906)
  - Dymitr (Jarema), ukraiński duchowny prawosławny, patriarcha Ukraińskiej Autokefalicznej Cerkwi Prawosławnej (ur. 1915)
- 2001:
  - A.R. Ammons, amerykański poeta (ur. 1926)
  - Donald Bradman, australijski krykiecista (ur. 1908)
  - Norbert Glanzberg, ukraiński kompozytor, pianista pochodzenia żydowskiego (ur. 1910)
- 2003:
  - John Lecky, kanadyjski wioślarz (ur. 1940)
  - Alberto Sordi, włoski aktor, reżyser filmowy, piosenkarz (ur. 1920)
- 2005:
  - Peter Benenson, brytyjski prawnik, założyciel Amnesty International (ur. 1921)
  - Tomasz Dul, polski dżokej (ur. 1949)
  - Atif Sidki, egipski prawnik, polityk, premier Egiptu (ur. 1930)
- 2006 – Henry M. Morris, amerykański kreacjonista, apologeta chrześcijański (ur. 1918)
- 2008:
  - Witold Domański, polski dziennikarz sportowy (ur. 1914)
  - Static Major, amerykański raper (ur. 1974)
- 2009:
  - Zbigniew Chmielewski, polski reżyser filmowy (ur. 1926)
  - Philip José Farmer, amerykański pisarz science fiction i fantasy (ur. 1918)
- 2011 – Irena Majchrzak, polski pedagog, socjolog (ur. 1927)
- 2012:
  - Maurice André, francuski trębacz klasyczny (ur. 1933)
  - Erland Josephson, szwedzki aktor (ur. 1923)
  - Ewa Starowieyska, polska scenograf (ur. 1930)
  - Jerzy Tawłowicz, polski poeta (ur. 1952)
  - Tadeusz A. Zieliński, polski muzykolog (ur. 1931)
- 2013:
  - Cezary Kamienkow, polski muzyk, basista, autor tekstów (ur. 1962)
  - Adam Roman, polski rzeźbiarz (ur. 1916)
- 2014:
  - Jürgen Brümmer, niemiecki gimnastyk (ur. 1964)
  - Mário Coluna, portugalski piłkarz, polityk pochodzenia mozambickiego (ur. 1935)
  - Paco de Lucía, hiszpański gitarzysta flamenco (ur. 1947)
- 2015:
  - Adam Halber, polski dziennikarz, polityk, poseł na Sejm RP (ur. 1948)
  - Zbigniew Kalemba, polski pianista, dyrygent, kompozytor (ur. 1936)
  - Marian Szeja, polski piłkarz (ur. 1941)
- 2016:
  - Tony Burton, amerykański aktor (ur. 1937)
  - Zdeněk Smetana, czeski animator, reżyser, scenarzysta, producent (ur. 1925)
  - Mariusz Szyperko, polski fotoreporter (ur. 1930)
- 2017:
  - Zbigniew Pawlicki, polski muzykolog, publicysta, popularyzator muzyki (ur. 1929)
  - Bill Paxton, amerykański aktor, reżyser, scenarzysta i producent filmowy (ur. 1955)
- 2018:
  - Grzegorz (Czirkow), rosyjski biskup prawosławny (ur. 1942)
  - Marek Waldenberg, polski prawnik, politolog (ur. 1926)
- 2019:
  - Janet Asimov, amerykańska psychiatra, psychoanalityk, pisarka science fiction (ur. 1926)
  - Mark Hollis, brytyjski muzyk, wokalista, lider zespołu Talk Talk (ur. 1955)
  - Waldo Machado da Silva, brazylijski piłkarz (ur. 1934)
  - Tadeusz Raczkiewicz, polski rysownik i scenarzysta komiksowy (ur. 1949)
- 2020:
  - Mario Bunge, argentyński fizyk teoretyk, filozof (ur. 1919)
  - Dmitrij Jazow, rosyjski dowódca wojskowy, marszałek ZSRR, polityk (ur. 1924)
  - Hosni Mubarak, egipski dowódca wojskowy, polityk, prezydent Egiptu (ur. 1928)
  - Jan Targowski, polski dziennikarz i krytyk muzyczny (ur. 1951)
- 2021:
  - Arkadij Dawidowicz, rosyjski pisarz, aforysta (ur. 1930)
  - Peter Gotti, amerykański boss mafijny pochodzenia włoskiego (ur. 1939)
  - Bede Heather, australijski duchowny katolicki, biskup pomocniczy Sydney, biskup diecezjalny Parramatty (ur. 1928)
  - Juan Francisco Sarasti Jaramillo, kolumbijski duchowny katolicki, arcybiskup Cali (ur. 1938)
  - Michael Somare, papuaski dziennikarz, polityk, premier Papui-Nowej Gwinei (ur. 1936)
  - Stanisław Wolski, polski aktor (ur. 1948)
- 2022:
  - Tadeusz Lechowski, polski inżynier, wykładowca akademicki (ur. 1928)
  - Ołeksandr Oksanczenko, ukraiński pułkownik pilot (ur. 1968)
  - Krzysztof Ostrowski, polski polonista, socjolog, politolog, wykładowca akademicki (ur. 1940)
  - Wiesław Witkowski, polski filolog, językoznawca, rusycysta i ukrainista, wykładowca akademicki (ur. 1927)
- 2023:
  - Marian Jakubczak, polski działacz ruchu ludowego, polityk, poseł na Sejm PRL (ur. 1928)
  - Anna Kołodziejczak, polska geograf, wykładowczyni akademicka (ur. 1962)
  - Andrzej Malinowski, polski antropolog, wykładowca akademicki (ur. 1934)
  - Sixto Parzinger, austriacki duchowny katolicki posługujący w Chile, biskup Villarrica (ur. 1931)
- 2024:
  - Klaus Dick, niemiecki duchowny katolicki, biskup pomocniczy Kolonii (ur. 1928)
  - Gabriela Grillo, niemiecka jeźdźczyni sportowa (ur. 1952)
  - Jerzy Jarzębski, polski krytyk i historyk literatury (ur. 1947)
- 2025:
  - Witold Liszkowski, polski artysta sztuk wizualnych (ur. 1954)
  - Kazimierz Romaniuk, polski duchowny katolicki, biblista, biskup pomocniczy warszawski, biskup warszawsko-praski (ur. 1927)
  - Janusz Roszkowski, polski dziennikarz, dyplomata, prezes PAP oraz Komitetu d.s. Radia i Telewizji (ur. 1928)